# 河村寛裕

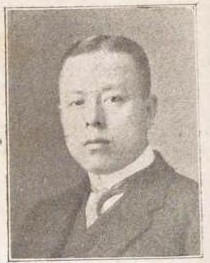
河村寛裕

河村 寛裕（かわむら ひろやす、1874年10月20日 - 1945年10月29日）は、日本の政治家。衆議院議員（1期）。

## 経歴
愛知県出身。1894年、慶應義塾卒。三井銀行に入り、後に内国生命保険(株)取締役となる。
1912年の第11回衆議院議員総選挙において愛知県郡部から無所属で立候補して当選した。のちに立憲政友会に入り、衆議院議員を1期務めた。同年12月に選挙法違反により議員を失職した。1945年に死去した。